# Círculo Artístico de San Lucas
El Círculo Artístico de San Lucas (en catalán Cercle Artístic de Sant Lluc) es una asociación artística fundada en 1893 en Barcelona por iniciativa de varios artistas modernistas, como los hermanos Joan y Josep Llimona, el concejal Alexandre M. Pons y otros artistas que formaron parte de la primera junta directiva, como Alexandre de Riquer, el arquitecto Enric Sagnier o los pintores Antoni Utrillo y Dionisio Baixeras, quien fue presidente entre 1906 y 1908. Su fundación siguió las orientaciones doctrinales católicas y conservadoras de Josep Torras i Bages, así como de oposición al humorismo anticlerical y de izquierdas de otra parte del modernismo bohemio barcelonés agrupado en el Círculo Artístico de Barcelona.

## Historia
Fue fundado en 1893 como Círcol Artístich de Sant Lluch, en catalán antiguo. En sus estatutos se especificaba que «solo podían ser socios los mayores de dieciséis años, católicos y que fuesen personas de buenas costumbres»; asimismo, en el apartado de prohibiciones estaba el juego de cartas o dados, las revistas o cualquier otra publicación que se dispusiera para su biblioteca debía pasar la censura por parte de un consejero eclesiástico. Otra medida sorprendente fue la de prohibir el modelo desnudo femenino en sus clases de dibujo —norma que estuvo en práctica hasta 1909—, que fue objeto de una crítica satírica por parte de la revista L'Esquella de la Torratxa. Esta misma revista, siguiendo con su tono humorístico, relató que en la ceremonia de inauguración oficial del Círculo, después de los discursos de rigor, los asistentes fueron obsequiados con bebidas y dulces: «vino de misa», «tocinillos de cielo» y «pedos de monja».
Su primer presidente fue Joan Llimona y, a partir de 1916, el abogado Lluís Serrahima, que estuvo hasta 1924 y más tarde fue elegido desde 1930 hasta la guerra civil española. El primer local donde se inauguró el Círculo fue en un quinto piso de la barcelonesa calle Call, en cuyos bajos estaba la conocida chocolatería Cunill; al cabo de dos años se trasladaron a la calle Boters y, hasta el verano de 1936, su sede se encontró en la calle Montsió. En 1953 se trasladaron a la calle del Pi, edificio decorado por Pau Rigalt, donde permanecieron hasta su traslado definitivo al Palacio Mercader por cesión del Ayuntamiento de Barcelona. Entre sus miembros figuraron: Iu Pascual, Antoni Gaudí, Joaquim Vancells, Joaquim Renart, Josep Puig i Cadafalch, Joaquín Torres García, Feliu Elias, Darius Vilàs, Eugeni d'Ors, Antonio Vila y Arrufat, Lluís Bonet i Garí y otros artistas que, pese a su aconfesionalidad, asistían a sus clases de dibujo y conferencias. El Círculo Artístico fue una de las raíces del novecentismo de principios de siglo XX. Después de su primera época, bajo su proteccionismo surgieron otras instituciones como los Amigos del Arte Litúrgico o la Agrupación Courbet, formada en 1918; muchos de sus socios también pertenecieron a Sant Lluc como Josep Llorens i Artigas, Joan Miró o el arquitecto Josep Francesc Ràfols.
Después de la Guerra Civil se reorganizó y protegió actividades de entidades como la Agrupación Dramática de Barcelona y la Coral Sant Jordi en 1947, bajo la dirección de Oriol Martorell; así como organizó y fundó en 1962 el Premio de Dibujo Joan Miró.
Dentro de los actos para la celebración del centenario del Círculo se promovieron exposiciones y concursos para el cartel y la medalla conmemorativa, ganados respectivamente por Manuel Blas García y Juan María Medina. En este mismo 1993, el Círculo recibió el Premio Creu de Sant Jordi, y en 2011 fue declarada asociación de interés cultural por la Generalidad de Cataluña.